# Amsonia kearneyana
Amsonia kearneyana är en oleanderväxtart som beskrevs av Robert Everard Woodson. Amsonia kearneyana ingår i släktet Amsonia och familjen oleanderväxter. Inga underarter finns listade i Catalogue of Life.